# Sásd
Sásd (deutsch Schaschd, kroatisch Šaš) ist eine Stadt im Komitat Baranya im Süden Ungarns. 
Auf einer Fläche von 14,88 km² leben 3.329 Einwohner (Stand 2011).

## Städtepartnerschaften
- Izvoru Crișului, Rumänien
- Mogilany, Polen
- Raaba-Grambach, Österreich

## Sehenswürdigkeiten
- Römisch-katholische Kirche Kisboldogasszony, erbaut 1796 im Zopfstil
- Römisch-katholische Friedhofskapelle Feltámadt Krisztus

## Verkehr
Sásd ist angebunden an die Bahnstrecke von Budapest nach Szentlőrinc. In der Stadt treffen die Nationalstraßen Nr. 66 und Nr. 611 aufeinander.